# Ferzo
Con ferzo si intende ciascuna striscia di tessuto ricavata da una pezza di una certa altezza (considerando il rotolo di tessuto messo in verticale) che cucita assieme ad altre forma la vela. 
Ogni pezza è composta da fili disposti nel senso della lunghezza (ordito) e da altri disposti nel senso dell'altezza (trama). Con le comuni tecniche di tessitura l'ordito risulta essere più estensibile e viceversa la trama più tenace.

## Storia
Anticamente, e per molti secoli, la tecnologia standard è stata quella della tela in fibra di canapa (come ad esempio la tela olona dal nome del fiume Olona) o di lino. 
Il cotone come materiale tecnico per la vela ha rappresentato una svolta epocale a metà del XIX secolo: esso infatti rispetto alla canapa e al lino garantiva migliori caratteristiche meccaniche, come l'indeformabilità, particolarmente apprezzate soprattutto nelle andature di bolina.
Le vele di qualità erano confezionate con ferzi non più ampi di trenta centimetri in pregiato cotone maccò di provenienza egiziana. 
Il cotone divenne lo standard di riferimento per la vela e si dovettero attendere gli anni cinquanta del XX secolo per vedere l'introduzione del primo materiale sintetico: il Nylon
Negli anni sessanta invece si afferma il Dacron (tereftalato di polietilene), una fibra di poliestere con caratteristiche di indeformabilità ancora migliori rispetto al Nylon e al cotone oltre a risultare leggermente impermeabile e più leggero di quest'ultimo. Con questo materiale i ferzi si sono sensibilmente allargati.
Da qualche tempo invece il Kevlar - materiale sintentico ad elevata resistenza alla trazione - viene utilizzato per la fabbricazione di vele da regata.
Altri materiali avanzati per la fabbricazione di vele sono il Mylar e la fibra di carbonio. 
I tessuti ottenuti da queste materie sono di varia grammatura e vengono impregnati con resine.
I moderni tagli hanno sostituito ai ferzi i pannelli, grazie alla possibilità di utilizzare tessuti con trama e ordito orientati secondo le linee di sforzo.